# Сестини Главачкова, Андреа
Андреа Сестини Главачкова (до замужества — Главачкова, чеш. Andrea Sestini Hlaváčková; род. 10 августа 1986, Пльзень, Чехословакия) — чешская теннисистка; победительница двух турниров Большого шлема в парном разряде (Открытый чемпионат Франции-2011, Открытый чемпионат США-2013); победительница одного турнира Большого шлема в миксте (Открытый чемпионат США-2013); финалистка четырёх турниров Большого шлема в парном разряде; победительница Финала тура WTA (2017) в парном разряде; финалистка Итогового чемпионата WTA (2012) в парном разряде; бывшая третья ракетка мира в парном разряде; призёр теннисного турнира Олимпийских игр в парном разряде; победительница 27 турниров WTA в парном разряде; двукратная обладательница Кубка Федерации (2012, 2014) в составе национальной сборной Чехии.
В юниорах: бывшая первая ракетка мира в юниорском парном рейтинге; бывшая пятая ракетка мира в юниорском комбинированном рейтинге; финалистка парного турнира Orange Bowl (2002).

## Общая информация
Родителей уроженки Пльзеня зовут Ян и Яна. Мама Андреа работает врачом, отец — в пивоваренной компании. У чешки также есть старшая сестра — Яна, в прошлом также профессиональная теннисистка, а ныне она работает в адвокатской фирме.
Андреа пришла в теннис в пять лет, при содействии отца и старшей сестры.
Предпочитает играть парные матчи, поскольку именно там она наиболее расслаблена. Любимое покрытие — хард (больше любит играть в зале). В ходе розыгрыша очка предпочитает как можно быстрее завершить его.
Помимо занятий теннисом Андреа успела закончить юридическую школу в Пльзене.
В июле 2017 года вышла замуж за бывшего функционера WTA Фабрицио Сестини и стала носить двойную фамилию Сестини Главачкова.

## Спортивная карьера

### Начало карьеры
Главачкова начала профессиональную карьеру в 2004 году, хотя годом ранее уже выиграла первый парный титул ITF в родном городе Пльзень. В мае 2005 года выступила на первом для себя турнире WTA, который проходил в Праге. За 2006 год она выиграла один турнир ITF в одиночном и пять в парном разряде с общим призовым фондом 25 000 долларов. В 2007 году Андреа победила еще на пяти подобных турнирах в парах. В мае того же года, выступая в Праге совместно с Петрой Цетковской, она выиграла дебютный титул в основных соревнованиях ассоциации. В июле 2007 года на Уимблдонском турнире в альянсе с Сандрой Клёзель Главачкова впервые принимает участие в основных соревнованиях серии Большого шлема.
В 2008 году на парных соревнованиях начинает регулярно выступать в альянсе со своей соотечественницей Луцией Градецкой. В мае с ней она смогла второй год подряд выиграть парный титул турнира в Праге. В июле чешский дуэт побеждает на турнире в Бадгастайне. В концовке сезона 2008 года они выигрывают 100-тысячник ITF в Братиславе. В июле 2009 года Главачкова и Градецкая защищают свой прошлогодний титул на турнире в Бадгастайне.
В начале сезона 2010 года чешский дуэт выигрывает турнир в Брисбене. В феврале Андреа выиграла 25-тысячник ITF в Великобритании. В июне она смогла впервые пробиться в основные одиночные соревнования на Большом Шлеме. Пройдя три раунда квалификационного отбора, она выступила на Уимблдонском турнире и дошла до второго раунда, где проиграла 21-й ракетке мира Вере Звонарёвой со счётом 1-6, 4-6. Летом 2010 года она побеждает еще на двух 25-тысячниках ITF. В октябре в парных соревнованиях побеждает на 75-тысячнике в Барнстапле, выступив там совместно с Михаэллой Крайчек.

### 2011—2012 (победа на Большом шлеме и серебро на Олимпиаде)
В начале 2011 года Главачкова впервые попадает в топ-100 одиночного рейтинга. На Открытый чемпионат Австралии она во втором раунде проигрывает восьмой сеяной Виктории Азаренко. В апреле на парных соревнованиях в Фесе она выигрывает главный приз совместно с Ренатой Ворачовой, а в мае в паре с Галиной Воскобоевой берет трофей Брюсселе. На Открытом чемпионате Франции Андрее в первом же раунде досталась в соперницы четвёртая на тот момент в мире Виктория Азаренко и чешка проиграла одной из фавориток турнира 3-6, 3-6. Главное событие на том турнире случилось для нее в парном разряде. Чешские теннисистки Главачкова и Градецкая сумели обыграть всех своих соперниц, среди которых были три сеяные пары, и дошли до финала. В решающем матче им противостояли Елена Веснина и Саня Мирза, посеянные под третьем номером. Победив в двух сетах, Андреа и Луция завоевали свой первый в карьере Большой шлем, не проиграв по ходу турнира ни одного сета.
| Стадия  | Соперницы (посев)                             | Рейтинг | Счёт       |
| 1 раунд | Ивета Бенешова Барбора Заглавова-Стрыцова (8) | 19 / 17 | 6-4 6-1    |
| 2 раунд | Ясмин Вёр Алла Кудрявцева                     | 60 / 41 | 6-3 6-1    |
| 3 раунд | Александра Дулгеру Магдалена Рыбарикова       | 48 / 61 | 7-6(1) 6-4 |
| 1/4     | Квета Пешке Катарина Среботник (2)            | 4 / 4   | 6-3 7-5    |
| 1/2     | Ваня Кинг Ярослава Шведова (3)                | 6 / 7   | 6-3 6-3    |
| Финал   | Елена Веснина Саня Мирза (7)                  | 10 / 25 | 6-4 6-3    |

На Уимблдонском турнире Главачкова вылетает во втором раунде. В августе она побеждает на 50-тысячнике ITF Бронксе. На Открытом чемпионате США в одиночках не проходит квалификацию, а в парном с Градецкой смогла выйти в четвертьфинал. В сентябре она вышла в четвертьфинал в Квебеке.
Главачкова и Градецкая начинают сезон 2012 года с победы на турнире в Окленде. На Австралийском чемпионате они смогли добраться до полуфинала. В одиночных соревнованиях того турнира Главачкова преодолела квалификацию и в первом раунде проиграла Надежде Петровой 3-6, 6-3, 0-6. В феврале чешский дуэт Главачкова/Градецкая сумели сначала выиграть 100-тысячник ITF в Мидленде, а затем турнир WTA в Мемфисе. Для Главачковой титул в Мемфисе стал 10-м в карьере на основных соревнованиях ассоциации. В парных соревнованиях турнира в Индиан-Уэлсе Андреа и Луция смогли пройти в полуфинал. В апреле 2012 года Главачкова сыграла первые матчи за Сборную Чехии в розыгрыше Кубка Федерации. На Открытом чемпионате Франции, где Главачкова и Градецкая годом ранее смогли выиграть чемпионский титул, на этот раз дошли до полуфинала.
На Уимблдонском турнире 2012 года Главачкова третий сезон подряд выходит во второй раунд одиночных соревнований. На этот раз она проиграла Ким Клейстерс. В парном же розыгрыше Главачкова и Градецкая смогли дойти до финала турнира. В решающем матче за титул они проигрывают сестрам: Винус и Серене Уильямс 5-7 4-6. После Уимблдона чешский дуэт принял участие в летних Олимпийских играх в Лондоне и сделал это весьма успешно. Пройдя первые два раунда и четвертьфинал, они попадают в полуфинале на первую пару турнира Лиза Реймонд и Лизель Хубер. Андреа и Луция смогли переиграть фавориток турнира, представляющих США, со счётом 6-1 7-6(2) и таким образом гарантировать себе олимпийские медали. В финале, как и на Уимблдоне, их соперницами стали сестры Уильямс. В итоге американки победили в двух сетах, а Главачкова и Градецкая завоевали серебряные награды Олимпийских игр.
| Стадия  | Соперницы (посев)             | Рейтинг | Счёт           |
| 1 раунд | Тимея Бабош Агнеш Савай       | 83 / -  | 6-1 6-7(5) 6-2 |
| 2 раунд | Ли На Чжан Шуай               | - / 46  | 6-3 6-1        |
| 1/4     | Се Шувэй Чжуан Цзяжун         | 33 / 43 | 6-3 6-4        |
| 1/2     | Лиза Реймонд Лизель Хубер (1) | 1 / 1   | 6-1 7-6(2)     |
| Финал   | Винус Уильямс Серена Уильямс  | 40 / 40 | 4-6 4-6        |

После Олимпиады чешки продолжили серию хороших выступлений. Сначала они выиграли совместный титул на турнире в Цинциннати. Затем вышли в финал на турнире в Нью-Хейвене и на последнем Большом шлеме сезона Открытом чемпионате США. Победить на главном турнире Америки не позволяет итальянская пара Роберта Винчи и Сара Эррани, победившие в финале со счётом 6-4, 6-2. В одиночном турнире Открытого чемпионата США Главачкова также выступила удачно для себя — впервые в карьере она выходит в четвёртый раунд. В том розыгрыше ей удалось выиграть двух сеяных теннисисток: в первом раунде Клару Закопалову (24-й номер посева) и в третьем раунде Марию Кириленко (14-й номер посева). К сожалению для Андреи в борьбе за выход в финал она в сухую 0-6 0-6 проиграла Серене Уильямс. В октябре пара Главачкова/Градецкая выигрывает турнир в Люксембурге. На Итоговом чемпионате WTA, куда чешки впервые отобрались, благодаря своим результатам по ходу сезона, они смогли выйти в финал, но проигрывают его россиянкам Марии Кириленко и Надежде Петровой. По итогам сезона Главачкова достигла пиковых для себя результатов в рейтинге и заканчивает сезон на 65-й строчке в одиночной и 3-й в парной классификации. В самом конце сезона Андреа, хоть и не сыграла в финале, стала обладательницей в Кубка Федерации в составе сборной Чехии.

### 2013—2016 (победы на Открытом чемпионате США)
На Открытом чемпионате Австралии Главачкова выступила в основе, но проиграла в первом раунде Донне Векич. На Открытом чемпионате Франции того же года она в первом раунде уступает Анастасии Павлюченковой, а в парном разряде с Градецкой доходит до полуфинала. На Уимблдоне вновь в первом раунде чешка проигрывает. На этот раз Елене Весниной. В парном разряде она выходит в четвертьфинал. В июле Главачкова и Градецкая выигрывают парный трофей турнира в Будапеште. В Бадгастайне Андреа впервые вышла в одиночный финал турнира WTA. В решающем матче она проиграла Ивонн Мойсбургер 5-7, 2-6. На Открытый чемпионат США она не сумела пробиться через квалификацию в одиночный турнир. Зато в парных соревнованиях она выступила триумфально. Совместно с Луцией Градецкой она побеждает в женских парных соревнованиях, обыграв в финале австралиек Эшли Барти и Кейси Деллаккву. В полуфинале они победили своих обидчиц по финалу Олимпийских игр в Лондоне — сестёр Уильямс. Помимо этого, выступив в миксте с белорусским теннисистом Максимом Мирным она также сумела выиграть главный приз соревнований.
| Стадия  | Соперницы (посев)                       | Рейтинг    | Счёт           |
| 1 раунд | Кимико Датэ-Крумм Аранча Парра Сантонха | 33 / 58    | 6-0 6-3        |
| 2 раунд | Сандра Клеменшиц Андрея Клепач          | 67 / 69    | 7-5 6-3        |
| 3 раунд | Лиза Реймонд Полона Херцог              | 24 / 1 121 | 6-3 7-6(4)     |
| 1/4     | Надежда Петрова Катарина Среботник (3)  | 3 / 6      | 4-6 6-4 7-5    |
| 1/2     | Винус Уильямс Серена Уильямс            | 107 / 107  | 6-4 6-2        |
| Финал   | Эшли Барти Кейси Деллакква (8)          | 17 / 15    | 6-7(4) 6-1 6-4 |

| Стадия  | Соперники                          | Посев | Счёт               |
| 1 раунд | Кейтлин Кристиан Деннис Новиков    | WC    | 6-1 6-1            |
| 2 раунд | Чжань Юнжань Роберт Линдстедт      |       | 6-3 6-4            |
| 1/4     | Квета Пешке Марцин Матковский      | 4     | 6-1 6-2            |
| 1/2     | Кристина Младенович Даниэль Нестор |       | 7-5 6-7(4) [12-10] |
| Финал   | Абигейл Спирс Сантьяго Гонсалес    |       | 7-6(5) 6-3         |

В парном турнире Австралийского чемпионата 2014 года Главочкова вышла в четвертьфинал, выступая с Луцией Шафаржовой. На турнире в Паттайе Андреа сумела выйти в полуфинал. На Уимблдонском турнире в первом раунде она проигрывает соотечественнице Петре Квитовой (№ 6 в мире), а в парных соревнованиях доходит до полуфинала (в альянсе с Чжэн Цзе). На открытом чемпионате США китайско-чешский дуэт прошёл в четвертьфинал. Осенью на турнире в Пекине Главачкова в паре с другой представительницей Китая Пэн Шуай смогла завоевать парный титул, который для чешки стал 15-м в основных соревнованиях ассоциации. В конце октября со своей постоянной партнёршей Луцией Градецкой выигрывает 100-тысячник ITF в Пуатье. В конце сезона, несмотря на поражение в своём матче, Главачкова и Градецкая выигрывают в составе сборной Чехии кубок Федерации, обыграв в финале сборную Германии.
В 2015 году Главачкова и Градецкая смогли дойти до полуфинала Открытого чемпионата Франции. Там же Андреа пробилась через квалификацию и на одиночный турнир, но в первом же раунде жребий сводит её с первой ракеткой мира Сереной Уильямс, которой она уступила 2-6, 3-6. На парном Финале тура WTA Андреа и Луция выходят из группы, но в полуфинале проигрывают Гарбинье Мугурусе и Карле Суарес Наварро.
На Австралийском чемпионате 2016 года им удалось выйти в финал, но в борьбе за титул чешский дуэт проигрывает главным фавориткам турнира: Сане Мирза и Мартине Хингис (2-6, 7-5, 4-6). Весной Главачкова выиграла небольшой турнир в Праге в партнёрстве с россиянкой Маргаритой Гаспарян. На Ролан Гаррос в миксте с Эдуаром Роже-Вассленом она дошла до полуфинала, а в женской паре Главачкова и Градецкая смогли дойти до четвертьфинала. В июне Андреа выиграла турнир на траве в Ноттингеме в команде с китаянкой Пэн Шуай. В июле Андреа смогла подняться в топ-10 парного рейтинга. На Олимпийских играх в Рио-де-Жанейро Главачкова и Градецкая остановились в шаге от завоевания медалей, проиграв в матче за бронзовую награду соотечественницам Барборе Стрыцовой и Луции Шафаржовой. Осенью Главачкова и Градецкая смогли выиграть два титула, став чемпионками на турнирах в Квебеке и Москве. По итогам сезона 2016 года Андреа заняла 9-ю строчку парного рейтинга.

### 2017—2018 (финал в Австралии и победа на Итоговом турнире)
С 2017 года альянс с Градецкой распался. Главачкова в начале сезона выступала в паре с Пэн Шуай. Вместе они выиграли на старте сезона турнир в Шэньчжэне. Их пара хорошо сыграла на Открытом чемпионате Австралии, сумев пробиться в финал. В решающей встрече они не смогли одолеть пару Бетани Маттек-Сандс и Луция Шафаржова — 7-6(4), 3-6, 3-6. В феврале им удалось выйти в финал турнира в Дубае. С мая Главачкова стала сотрудничать с Тимеей Бабош и уже на первом совместном турнире в Рабате взяли титул. Затем они добрались до финала крупного турнира в Мадриде и полуфинала в Риме. На Открытом чемпионате Франции Главачкова в альянсе с Роже-Вассленом вновь вышла в полуфинал в миксте. На Открытом чемпионате США Бабош и Главачкова доиграли до 1/4 финала в женских парах. Концовку сезона они провели сверхудачно. После выступлений в США они выиграли подряд два турнира (в Квебеке и Ташкенте, а также вышли в финал крупного турнира в Пекине. Ещё одни трофей они взяли на турнире в Москве и в отличной форме отправились покорять Итоговый турнир. Здесь в полуфинале наконец-то удалось переиграть первую пару мирового рейтинга Мартину Хингис и Чжань Юнжань, а затем в финале победили Кики Бертенс и Юханну Ларссон. Бабош и Главачкова по итогу в осенней части сезона выиграли четыре титула и сразу 18 матчей, проиграв лишь однажды. В итоговом парном рейтинге чешка заняла пятое место.
Начало сезона Сестини Главачкова провела в паре с Латишей Чан. С ней в дуэте она вышла один раз в финал, а также в 1/4 финала на Открытом чемпионате Австралии. После этого Андреа попробовала выступать с разными партнёршами, но остановилась в итоге на союзе с Барборой Стрыцовой. С ней она смогла в мае выйти в финал турнира серии Премьер 5 в Риме, а на Ролан Гаррос дойти до полуфинала. В августе Главачкова и Стрыцова выиграли парный приз на турнире в Нью-Хейвене. Осенью они выдали неплохую серию турниров. На турнирах в Токио и Ухане им удалось выйти в финал. Затем в третьем финале подряд на турнире в Пекине Сестини Главачкова и Стрыцова уже смогли выиграть титул. На Итоговом турнире они в полуфинале проиграли соотечественницам Барборе Крейчиковой и Катерине Синяковой. Андреа третий год подряд финишировала в топ-10 рейтинга, заняв 9-е место. По окончании 2018 года Сестини Главачкова приостановила карьеру в связи с беременностью и больше не возобновляла карьеру. В 2022 году она официально завершила выступления, сыграв прощальный турнир в Праге в паре со своей постоянной партнёршей Луцией Градецкой.

## Итоговое место в рейтинге WTA по годам
| Год  | Одиночный рейтинг | Парный рейтинг |
| 2018 | 721               | 9              |
| 2017 | 473               | 5              |
| 2016 | 271               | 9              |
| 2015 | 155               | 20             |
| 2014 | 169               | 15             |
| 2013 | 134               | 11             |
| 2012 | 65                | 3              |
| 2011 | 112               | 14             |
| 2010 | 106               | 45             |
| 2009 | 158               | 59             |
| 2008 | 227               | 71             |
| 2007 | 238               | 99             |
| 2006 | 226               | 236            |
| 2005 | 341               | 543            |
| 2004 | 443               | 256            |
| 2003 | 686               |                |

## Выступления на турнирах

### Финалы турнировWTAв одиночном разряде (1)

#### Поражения (1)
| Легенда: До 2009 года           | Легенда: С 2009 года    |
| ------------------------------- | ----------------------- |
| Турниры Большого шлема (0+2+1)* |                         |
| Олимпиада (0)                   |                         |
| Итоговый турнир WTA (0+1)       |                         |
| 1-я категория (0)               | Premier Mandatory (0+2) |
| 2-я категория (0)               | Premier 5 (0+1)         |
| 3-я категория (0+1)             | Premier (0+4)           |
| 4-я категория (0+2)             | International (0+14)    |
| 5-я категория (0)               | International (0+14)    |

| Титулы по покрытиям | Титулы по месту проведения матчей турнира |
| ------------------- | ----------------------------------------- |
| Хард (0+14+1)*      | Зал (0+6)                                 |
| Грунт (0+10)        | Зал (0+6)                                 |
| Трава (0+1)         | Открытый воздух (0+21+1)                  |
| Ковёр (0+2)         | Открытый воздух (0+21+1)                  |

* количество побед в одиночном разряде + количество побед в парном разряде + количество побед в миксте.
| №  | Дата         | Турнир              | Покрытие | Соперница в финале | Счёт    |
| 1. | 21 июля 2013 | Бадгастайн, Австрия | Грунт    | Ивонн Мойсбургер   | 5-7 2-6 |

### Финалы турнировITFв одиночном разряде (17)

#### Победы (8)
| Легенда:           |
| ------------------ |
| 100.000 USD (0+3)* |
| 75.000 USD (0+1)   |
| 50.000 USD (1+2)   |
| 25.000 USD (7+12)  |
| 10.000 USD (0+1)   |

| Титулы по покрытиям | Титулы по месту проведения матчей турнира |
| ------------------- | ----------------------------------------- |
| Хард (6+13)*        | Зал (2+14)                                |
| Грунт (2+2)         | Зал (2+14)                                |
| Трава (0)           | Открытый воздух (6+5)                     |
| Ковёр (0+4)         | Открытый воздух (6+5)                     |

* количество побед в одиночном разряде + количество побед в парном разряде.
| №  | Дата            | Турнир                          | Покрытие   | Соперница в финале | Счёт           |
| 1. | 20 мая 2006     | Санта-Крус-де-Тенерифе, Испания | Хард       | Моника Адамчак     | 3-6 6-3 6-3    |
| 2. | 2 августа 2009  | Бад-Заульгау, Германия          | Грунт      | Ана Йованович      | 6-4 6-4        |
| 3. | 7 февраля 2010  | Саттон, Великобритания          | Хард (зал) | Мэллори Сесил      | 6-1 4-6 6-4    |
| 4. | 25 июля 2010    | Ле-Контамин-Монжуа, Франция     | Хард       | Елица Костова      | 7-5 0-6 6-4    |
| 5. | 1 августа 2010  | Виго, Испания                   | Хард       | Кэти О`Брайен      | 6-2 6-0        |
| 6. | 14 августа 2011 | Бронкс, США                     | Хард       | Мона Бартель       | 7-6(8) 6-3     |
| 7. | 2 октября 2011  | Клермон-Ферран, Франция         | Хард (зал) | Татьяна Малек      | 6-4 0-6 7-6(6) |
| 8. | 9 августа 2015  | Пльзень, Чехия                  | Грунт      | Барбора Крейчикова | 3-6 6-2 6-3    |

#### Поражения (9)
| №  | Дата            | Турнир                    | Покрытие    | Соперница в финале | Счёт        |
| 1. | 19 октября 2003 | Пльзень, Чехия            | Ковёр (зал) | Николь Вайдишова   | 6-7(5) 4-6  |
| 2. | 31 июля 2005    | Хорб-на-Неккаре, Германия | Грунт       | Кристина Барруа    | 5-7 3-6     |
| 3. | 2 апреля 2006   | Хэммонд, США              | Хард        | Ольга Пучкова      | 3-6 4-6     |
| 4. | 10 февраля 2008 | Саттон, Великобритания    | Хард (зал)  | Юханна Ларссон     | 5-7 0-6     |
| 5. | 14 июня 2009    | Щецин, Польша             | Грунт       | Штефани Герляйн    | 4-6 0-6     |
| 6. | 2 мая 2010      | Брешиа, Италия            | Грунт       | Наоми Кавадей      | 2-6 4-6     |
| 7. | 31 октября 2010 | Стамбул, Турция           | Хард (зал)  | Ирина Курянович    | 6-3 1-6 5-7 |
| 8. | 7 ноября 2010   | Исманинг, Германия        | Ковёр (зал) | Урсула Радваньская | 5-7 4-6     |
| 9. | 1 мая 2011      | Кьяссо, Швейцария         | Грунт       | Моника Пуиг        | 6-7(4) 5-7  |

### Финалы турниров Большого шлема в парном разряде (6)

#### Победы (2)
| №  | Год  | Турнир                     | Покрытие | Партнёрша       | Соперницы в финале         | Счёт           |
| 1. | 2011 | Открытый чемпионат Франции | Грунт    | Луция Градецкая | Елена Веснина Саня Мирза   | 6-4 6-3        |
| 2. | 2013 | Открытый чемпионат США     | Хард     | Луция Градецкая | Эшли Барти Кейси Деллакква | 6-7(4) 6-1 6-4 |

#### Поражения (4)
| №  | Год  | Турнир                           | Покрытие | Партнёрша       | Соперницы в финале                  | Счёт           |
| 1. | 2012 | Уимблдон                         | Трава    | Луция Градецкая | Винус Уильямс Серена Уильямс        | 5-7 4-6        |
| 2. | 2012 | Открытый чемпионат США           | Хард     | Луция Градецкая | Роберта Винчи Сара Эррани           | 4-6 2-6        |
| 3. | 2016 | Открытый чемпионат Австралии     | Хард     | Луция Градецкая | Саня Мирза Мартина Хингис           | 6-7(1) 3-6     |
| 4. | 2017 | Открытый чемпионат Австралии (2) | Хард     | Пэн Шуай        | Бетани Маттек-Сандс Луция Шафаржова | 7-6(4) 3-6 3-6 |

### Финалы Итогового турнираWTAв парном разряде (2)

#### Победы (1)
| №  | Год  | Место    | Покрытие   | Партнёрша   | Соперницы в финале          | Счёт           |
| 1. | 2017 | Сингапур | Хард (зал) | Тимея Бабош | Кики Бертенс Юханна Ларссон | 4-6 6-4 [10-5] |

#### Поражения (1)
| №  | Год  | Турнир          | Покрытие   | Партнёрша       | Соперницы в финале              | Счёт    |
| 1. | 2012 | Стамбул, Турция | Хард (зал) | Луция Градецкая | Мария Кириленко Надежда Петрова | 1-6 4-6 |

### Финалы Олимпийских турниров в женском парном разряде (1)

#### Поражения (1)
| №  | Год  | Турнир                 | Покрытие | Партнёрша       | Соперницы в финале           | Счёт    |
| 1. | 2012 | Лондон, Великобритания | Трава    | Луция Градецкая | Винус Уильямс Серена Уильямс | 4-6 4-6 |

### Финалы турнировWTAв парном разряде (50)

#### Победы (27)
| №   | Дата             | Турнир                     | Покрытие    | Партнёрша          | Соперницы в финале                  | Счёт              |
| 1.  | 13 мая 2007      | Прага, Чехия               | Грунт       | Петра Цетковская   | Сунь Шэннань Цзи Чуньмэй            | 7-6(7) 6-2        |
| 2.  | 4 мая 2008       | Прага, Чехия (2)           | Грунт       | Луция Градецкая    | Джилл Крейбас Михаэлла Крайчек      | 1-6 6-3 [10-6]    |
| 3.  | 20 июля 2008     | Бадгастайн, Австрия        | Грунт       | Луция Градецкая    | Сесиль Каратанчева Наташа Зорич     | 6-3 6-3           |
| 4.  | 26 июля 2009     | Бадгастайн, Австрия (2)    | Грунт       | Луция Градецкая    | Татьяна Малек Андреа Петкович       | 6-2 6-4           |
| 5.  | 9 января 2010    | Брисбен, Австралия         | Хард        | Луция Градецкая    | Аранча Парра Сантонха Мелинда Цинк  | 2-6 7-6(3) [10-4] |
| 6.  | 24 апреля 2011   | Фес, Марокко               | Грунт       | Рената Ворачова    | Нина Братчикова Сандра Клеменшиц    | 6-3 6-4           |
| 7.  | 21 мая 2011      | Брюссель, Бельгия          | Грунт       | Галина Воскобоева  | Алиция Росольская Клаудиа Янс       | 3-6 6-0 [10-5]    |
| 8.  | 3 июня 2011      | Открытый чемпионат Франции | Грунт       | Луция Градецкая    | Елена Веснина Саня Мирза            | 6-4 6-3           |
| 9.  | 7 января 2012    | Окленд, Новая Зеландия     | Хард        | Луция Градецкая    | Юлия Гёргес Флавия Пеннетта         | 6-7(2) 6-2 [10-7] |
| 10. | 25 февраля 2012  | Мемфис, США                | Хард (зал)  | Луция Градецкая    | Ольга Говорцова Вера Душевина       | 6-3 6-4           |
| 11. | 19 августа 2012  | Цинциннати, США            | Хард        | Луция Градецкая    | Катарина Среботник Чжэн Цзе         | 6-1 6-3           |
| 12. | 21 октября 2012  | Люксембург                 | Хард (зал)  | Луция Градецкая    | Ирина-Камелия Бегу Моника Никулеску | 6-3 6-4           |
| 13. | 14 июля 2013     | Будапешт, Венгрия          | Грунт       | Луция Градецкая    | Нина Братчикова Анна Татишвили      | 6-4 6-1           |
| 14. | 8 сентября 2013  | Открытый чемпионат США     | Хард        | Луция Градецкая    | Эшли Барти Кейси Деллакква          | 6-7(4) 6-1 6-4    |
| 15. | 5 октября 2014   | Пекин, Китай               | Хард        | Пэн Шуай           | Кара Блэк Саня Мирза                | 6-4 6-4           |
| 16. | 29 апреля 2016   | Прага, Чехия               | Грунт       | Маргарита Гаспарян | Мария Иригойен Паула Каня           | 6-4 6-2           |
| 17. | 12 июня 2016     | Ноттингем, Великобритания  | Трава       | Пэн Шуай           | Габриэла Дабровски Ян Чжаосюань     | 7-5 3-6 [10-7]    |
| 18. | 18 сентября 2016 | Квебек, Канада             | Ковёр (зал) | Луция Градецкая    | Алла Кудрявцева Александра Панова   | 7-6(2) 7-6(2)     |
| 19. | 21 октября 2016  | Москва, Россия             | Хард (зал)  | Луция Градецкая    | Дарья Гаврилова Дарья Касаткина     | 4-6 6-0 [10-7]    |
| 20. | 7 января 2017    | Шэньчжэнь, Китай           | Хард        | Пэн Шуай           | Ралука Олару Ольга Савчук           | 6-1 7-5           |
| 21. | 5 мая 2017       | Рабат, Марокко (2)         | Грунт       | Тимея Бабош        | Марина Заневская Нина Стоянович     | 2-6 6-3 [10-5]    |
| 22. | 17 сентября 2017 | Квебек, Канада (2)         | Ковёр (зал) | Тимея Бабош        | Бьянка Андрееску Карсон Брэнстин    | 6-3 6-1           |
| 23. | 30 сентября 2017 | Ташкент, Узбекистан        | Хард        | Тимея Бабош        | Оксана Калашникова Нао Хибино       | 7-5 6-4           |
| 24. | 20 октября 2017  | Москва, Россия (2)         | Хард (зал)  | Тимея Бабош        | Николь Мелихар Анна Смит            | 6-2 3-6 [10-3]    |
| 25. | 29 октября 2017  | Финал тура WTA             | Хард (зал)  | Тимея Бабош        | Кики Бертенс Юханна Ларссон         | 4-6 6-4 [10-5]    |
| 26. | 25 августа 2018  | Нью-Хейвен, США            | Хард        | Барбора Стрыцова   | Лаура Зигемунд Се Шувей             | 6-4 6-7(7) [10-4] |
| 27. | 7 октября 2018   | Пекин, Китай (2)           | Хард        | Барбора Стрыцова   | Габриэла Дабровски Сюй Ифань        | 4-6 6-4 [10-8]    |

#### Поражения (23)
| №   | Дата             | Турнир                           | Покрытие    | Партнёрша        | Соперницы в финале                        | Счёт               |
| 1.  | 19 февраля 2011  | Мемфис, США                      | Хард (зал)  | Луция Градецкая  | Ольга Говорцова Алла Кудрявцева           | 3-6 6-4 [8-10]     |
| 2.  | 16 июля 2011     | Палермо, Италия                  | Грунт       | Клара Закопалова | Роберта Винчи Сара Эррани                 | 5-7 1-6            |
| 3.  | 7 июля 2012      | Уимблдон                         | Трава       | Луция Градецкая  | Винус Уильямс Серена Уильямс              | 5-7 4-6            |
| 4.  | 5 августа 2012   | Олимпиада                        | Трава       | Луция Градецкая  | Винус Уильямс Серена Уильямс              | 4-6 4-6            |
| 5.  | 25 августа 2012  | Нью-Хейвен, США                  | Хард        | Луция Градецкая  | Лиза Реймонд Лизель Хубер                 | 6-4 0-6 [4-10]     |
| 6.  | 9 сентября 2012  | Открытый чемпионат США           | Хард        | Луция Градецкая  | Роберта Винчи Сара Эррани                 | 4-6 2-6            |
| 7.  | 28 октября 2012  | Итоговый чемпионат WTA           | Хард (зал)  | Луция Градецкая  | Мария Кириленко Надежда Петрова           | 1-6 4-6            |
| 8.  | 3 февраля 2013   | Париж, Франция                   | Хард (зал)  | Лизель Хубер     | Роберта Винчи Сара Эррани                 | 1-6 1-6            |
| 9.  | 7 апреля 2013    | Чарльстон, США                   | Грунт       | Лизель Хубер     | Кристина Младенович Луция Шафаржова       | 3-6 6-7(6)         |
| 10. | 15 сентября 2013 | Квебек, Канада                   | Ковёр (зал) | Луция Градецкая  | Алла Кудрявцева Анастасия Родионова       | 4-6 3-6            |
| 11. | 14 сентября 2014 | Квебек, Канада (2)               | Ковёр (зал) | Юлия Гёргес      | Луция Градецкая Мирьяна Лучич-Барони      | 3-6 6-7(8)         |
| 12. | 28 февраля 2015  | Акапулько, Мексика               | Хард        | Луция Градецкая  | Лара Арруабаррена Мария Тереса Торро Флор | 6-7(2) 7-5 [11-13] |
| 13. | 21 июня 2015     | Бирмингем, Великобритания        | Трава       | Луция Градецкая  | Гарбинье Мугуруса Карла Суарес Наварро    | 4-6 4-6            |
| 14. | 18 октября 2015  | Линц, Австрия                    | Хард (зал)  | Луция Градецкая  | Ракель Копс-Джонс Абигейл Спирс           | 3-6 5-7            |
| 15. | 29 января 2016   | Открытый чемпионат Австралии     | Хард        | Луция Градецкая  | Саня Мирза Мартина Хингис                 | 6-7(1) 3-6         |
| 16. | 27 января 2017   | Открытый чемпионат Австралии (2) | Хард        | Пэн Шуай         | Бетани Маттек-Сандс Луция Шафаржова       | 7-6(4) 3-6 3-6     |
| 17. | 25 февраля 2017  | Дубай, ОАЭ                       | Хард        | Пэн Шуай         | Елена Веснина Екатерина Макарова          | 2-6 6-4 [7-10]     |
| 18. | 13 мая 2017      | Мадрид, Испания                  | Грунт       | Тимея Бабош      | Мартина Хингис Чжань Юнжань               | 4-6 3-6            |
| 19. | 8 октября 2017   | Пекин, Китай                     | Хард        | Тимея Бабош      | Мартина Хингис Чжань Юнжань               | 1-6 4-6            |
| 20. | 12 января 2018   | Сидней, Австралия                | Хард        | Чжань Юнжань     | Габриэла Дабровски Сюй Ифань              | 3-6 1-6            |
| 21. | 20 мая 2018      | Рим, Италия                      | Грунт       | Барбора Стрыцова | Эшли Барти Деми Схюрс                     | 3-6 4-6            |
| 22. | 22 сентября 2018 | Токио, Япония                    | Хард        | Барбора Стрыцова | Мию Като Макото Ниномия                   | 4-6 4-6            |
| 23. | 29 сентября 2018 | Ухань, Китай                     | Хард        | Барбора Стрыцова | Элизе Мертенс Деми Схюрс                  | 3-6 3-6            |

### Финалы турнировITFв парном разряде (29)

#### Победы (19)
| №   | Дата            | Турнир                    | Покрытие    | Партнёрша        | Соперницы в финале                               | Счёт           |
| 1.  | 19 октября 2003 | Пльзень, Чехия            | Ковёр (зал) | Тереза Сафнерова | Луция Кригсманнова Паулина Слитрова              | 3-6 6-0 6-1    |
| 2.  | 5 февраля 2006  | Джерси, Великобритания    | Хард (зал)  | Матея Межак      | Кэти О`Брайен Мелани Саут                        | 6-3 6-1        |
| 3.  | 24 июня 2006    | Фонтанафредда, Испания    | Грунт       | Рената Ворачова  | Даниэла Клеменшиц Сандра Клеменшиц               | 6-4 6-4        |
| 4.  | 11 ноября 2006  | Ополе, Польша             | Ковёр (зал) | Никола Франкова  | Ольга Брозда Наталья Колат                       | 7-5 6-0        |
| 5.  | 18 ноября 2006  | Пршеров, Чехия            | Ковёр (зал) | Никола Франкова  | Ева Грдинова Станислава Грозенска                | 6-2 6-7(5) 6-3 |
| 6.  | 14 декабря 2006 | Валашске-Мезиржичи, Чехия | Хард (зал)  | Никола Франкова  | Ольга Брозда Наталья Колат                       | 6-1 6-2        |
| 7.  | 24 марта 2007   | Тенерифе, Испания         | Хард        | Маргит Рюйтель   | Вероника Хвойкова Петра Цетковская               | 2-3 — отказ    |
| 8.  | 30 марта 2007   | Ла Пальма, Испания        | Хард        | Петра Цетковская | Аранча Парра Сантонха Мелани Саут                | 6-3 6-2        |
| 9.  | 20 апреля 2007  | Кальвиа, Испания          | Грунт       | Петра Цетковская | Мария Хосе Мартинес Санчес Аранча Парра Сантонха | 7-5 6-4        |
| 10. | 14 октября 2007 | Джерси, Великобритания    | Хард (зал)  | Луция Градецкая  | Кэти О`Брайен Джорджи Ступ                       | 6-0 6-4        |
| 11. | 14 декабря 2007 | Валашске-Мезиржичи, Чехия | Хард (зал)  | Луция Градецкая  | Ивана Лисяк Дарья Юрак                           | 6-2 6-1        |
| 12. | 3 февраля 2008  | Бельфор, Франция          | Ковёр (зал) | Луция Градецкая  | Марта Марреро Мария Хосе Мартинес Санчес         | 7-6(8) 6-4     |
| 13. | 10 февраля 2008 | Саттон, Великобритания    | Хард (зал)  | Луция Градецкая  | Юханна Ларссон Анна Смит                         | 6-3 6-3        |
| 14. | 2 ноября 2008   | Братислава, Словакия      | Хард (зал)  | Луция Градецкая  | Акгуль Аманмурадова Моника Никулеску             | 7-6(1) 6-1     |
| 15. | 4 июля 2009     | Пособланко, Испания       | Хард        | Ольга Савчук     | Нина Братчикова Агнеш Сатмари                    | 6-3 6-3        |
| 16. | 10 октября 2010 | Барнстебл, Великобритания | Хард (зал)  | Михаэлла Крайчек | Сандра Клеменшиц Татьяна Малек                   | 7-6(4) 6-2     |
| 17. | 12 февраля 2012 | Мидленд, США              | Хард (зал)  | Луция Градецкая  | Весна Долонц Стефани Форетц Гакон                | 7-6(4) 6-2     |
| 18. | 27 октября 2013 | Сагеней, Канада           | Хард (зал)  | Марта Домаховска | Франсуаза Абанда Виктория Дюваль                 | 7-5 6-3        |
| 19. | 26 октября 2014 | Пуатье, Франция           | Хард (зал)  | Луция Градецкая  | Марина Заневская Катажина Питер                  | 6-1 7-5        |

#### Поражения (10)
| №   | Дата            | Турнир                    | Покрытие    | Партнёрша          | Соперницы в финале                     | Счёт            |
| 1.  | 8 марта 2004    | Эльда, Испания            | Грунт       | Яна Главачкова     | Лурдес Домингес Лино Фредерика Пиедаде | Без игры        |
| 2.  | 10 октября 2004 | Сьюдад-Хуарес, Мексика    | Грунт       | Яна Главачкова     | Мария Фернанда Алвес Карла Тьене       | 4-6 0-6         |
| 3.  | 13 марта 2005   | Рогашка-Слатина, Словакия | Ковёр (зал) | Кристина Чафикова  | Луция Градецкая Зузана Залабска        | 5-7 0-6         |
| 4.  | 13 января 2007  | Тампа, США                | Хард        | Ольга Благотова    | Ангелика Бахманн Татьяна Лужанская     | 5-7 2-6         |
| 5.  | 3 февраля 2007  | Саттон, Великобритания    | Хард (зал)  | Катарина Кахликова | Клер Каррен Энн Кеотавонг              | 6-4 4-6 2-6     |
| 6.  | 28 июля 2007    | Ла-Корунья, Испания       | Хард        | Юстина Оцга        | Мелани Саут Марина Эракович            | 1-6 6-4 4-6     |
| 7.  | 11 ноября 2007  | Исманинг, Германия        | Ковёр (зал) | Луция Градецкая    | Кристина Барруа Юлия Гёргес            | 6-2 2-6 [7-10]  |
| 8.  | 6 апреля 2008   | Гамбург, Германия         | Ковёр (зал) | Вероника Хвойкова  | Юлия Бейгельзимер Штефани Фёгеле       | 6-7(3) 2-6      |
| 9.  | 13 октября 2013 | Жуэ-ле-Тур, Франция       | Хард (зал)  | Михаэлла Крайчек   | Ана Врлич Жюли Куэн                    | 3-6 6-4 [13-15] |
| 10. | 18 мая 2014     | Прага, Чехия              | Грунт       | Луция Шафаржова    | Луция Градецкая Михаэлла Крайчек       | 3-6 2-6         |

### Финалы турниров Большого шлема в смешанном парном разряде (1)

#### Победы (1)
| №  | Год  | Турнир                 | Покрытие | Партнёр       | Соперники в финале              | Счёт       |
| 1. | 2013 | Открытый чемпионат США | Хард     | Максим Мирный | Сантьяго Гонсалес Абигейл Спирс | 7-6(5) 6-3 |

### Финалы командных турниров (2)

#### Победы (2)
| №  | Год  | Турнир              | Команда                                                 | Соперник в финале                                  | Счёт |
| 1. | 2012 | Кубок Федерации     | Чехия Не играла в финале.                               | Сербия А.Иванович, Е.Янкович                       | 3-1  |
| 2. | 2014 | Кубок Федерации (2) | Чехия П.Квитова, Л.Шафаржова, А.Главачкова, Л.Градецкая | Германия А.Петкович, А.Кербер, С.Лисицки, Ю.Гёргес | 3-1  |

## История выступлений на турнирах
| Турнир                       | 2007  | 2008  | 2009          | 2010          | 2011          | 2012  | 2013          | 2014          | 2015          | 2016  | 2017          | 2018          | Итог   | В/П за карьеру |
| ---------------------------- | ----- | ----- | ------------- | ------------- | ------------- | ----- | ------------- | ------------- | ------------- | ----- | ------------- | ------------- | ------ | -------------- |
| Турниры Большого шлема       |       |       |               |               |               |       |               |               |               |       |               |               |        |                |
| Открытый чемпионат Австралии | -     | -     | 2Р            | 3Р            | 2Р            | 1/2   | 2Р            | 1/4           | 3Р            | Ф     | Ф             | 1/4           | 0 / 10 | 27-10          |
| Открытый чемпионат Франции   | -     | -     | 1Р            | 3Р            | П             | 1/2   | 1/2           | 1Р            | 1/2           | 1/4   | 2Р            | 1/2           | 1 / 10 | 28-9           |
| Уимблдон                     | 2Р    | 1Р    | 1Р            | 2Р            | 1Р            | Ф     | 1/4           | 1/2           | 2Р            | 3Р    | 3Р            | 3Р            | 0 / 11 | 21-12          |
| Открытый чемпионат США       | -     | -     | 2Р            | 1Р            | 1/4           | Ф     | П             | 1/4           | 3Р            | 3Р    | 1/4           | 3Р            | 1 / 10 | 27-9           |
| Итог                         | 0 / 1 | 0 / 1 | 0 / 4         | 0 / 4         | 1 / 4         | 0 / 4 | 1 / 4         | 0 / 4         | 0 / 4         | 0 / 4 | 0 / 4         | 0 / 4         | 2 / 42 |                |
| В/П в сезоне                 | 1-1   | 2-1   | 2-4           | 5-4           | 10-3          | 18-4  | 14-3          | 10-4          | 9-4           | 12-4  | 11-4          | 11-4          |        | 105-40         |
| Олимпийские игры             |       |       |               |               |               |       |               |               |               |       |               |               |        |                |
| Летняя олимпиада             | НП    | -     | Не проводился | Не проводился | Не проводился | Ф     | Не проводился | Не проводился | Не проводился | 1/2   | Не проводился | Не проводился | 0 / 2  | 7-3            |
| Итоговые турниры             |       |       |               |               |               |       |               |               |               |       |               |               |        |                |
| Итоговый турнир WTA          | -     | -     | -             | -             | -             | Ф     | -             | -             | 1/2           | 1/4   | П             | 1/2           | 1 / 5  | 6-6            |

| Турнир                       | 2009  | 2010  | 2011  | 2012  | 2013  | 2014  | 2015  | 2016  | 2017  | 2018  | Итог   | В/П за карьеру |
| ---------------------------- | ----- | ----- | ----- | ----- | ----- | ----- | ----- | ----- | ----- | ----- | ------ | -------------- |
| Турниры Большого шлема       |       |       |       |       |       |       |       |       |       |       |        |                |
| Открытый чемпионат Австралии | -     | -     | -     | 1/4   | 2P    | 2P    | 1/4   | 2P    | 1P    | 1/4   | 0 / 7  | 9-7            |
| Открытый чемпионат Франции   | -     | 2Р    | -     | 1Р    | 2Р    | 1Р    | 1Р    | 1/2   | 1/2   | 2Р    | 0 / 8  | 9-8            |
| Уимблдонский турнир          | 1Р    | 1Р    | 2Р    | 2Р    | 2Р    | 3Р    | 3Р    | 3Р    | 2Р    | 3Р    | 0 / 10 | 4-10           |
| Открытый чемпионат США       | -     | 1Р    | 1Р    | 2Р    | П     | 2Р    | 1/2   | 2Р    | 1Р    | 1/4   | 1 / 9  | 13-7           |
| Итог                         | 0 / 1 | 0 / 3 | 0 / 2 | 0 / 4 | 1 / 4 | 0 / 4 | 0 / 4 | 0 / 4 | 0 / 4 | 0 / 4 | 1 / 34 |                |
| В/П в сезоне                 | 0-1   | 1-3   | 0-2   | 3-3   | 7-3   | 3-4   | 6-4   | 6-4   | 3-4   | 6-4   |        | 35-32          |